# Kleine bonte specht
De kleine bonte specht (Dryobates minor, tot 2015 algemeen als Dendrocopos minor) is een vogel uit de familie van de spechten (Picidae). Het is een standvogel in een groot deel van Europa en Azië, waar hij voornamelijk in gematigde en boreale bossen leeft. De kleine bonte specht voedt zich met keverlarven, bladluizen en andere kleine ongewervelden.

## Veldkenmerken
De kleine bonte specht is de kleinste specht in een groot deel van zijn verspreidingsgebied, inclusief geheel Europa. De lichaamslengte van een volwassen vogel bedraagt 14 tot 16 centimeter en de vleugelspanwijdte 25 tot 27 centimeter.

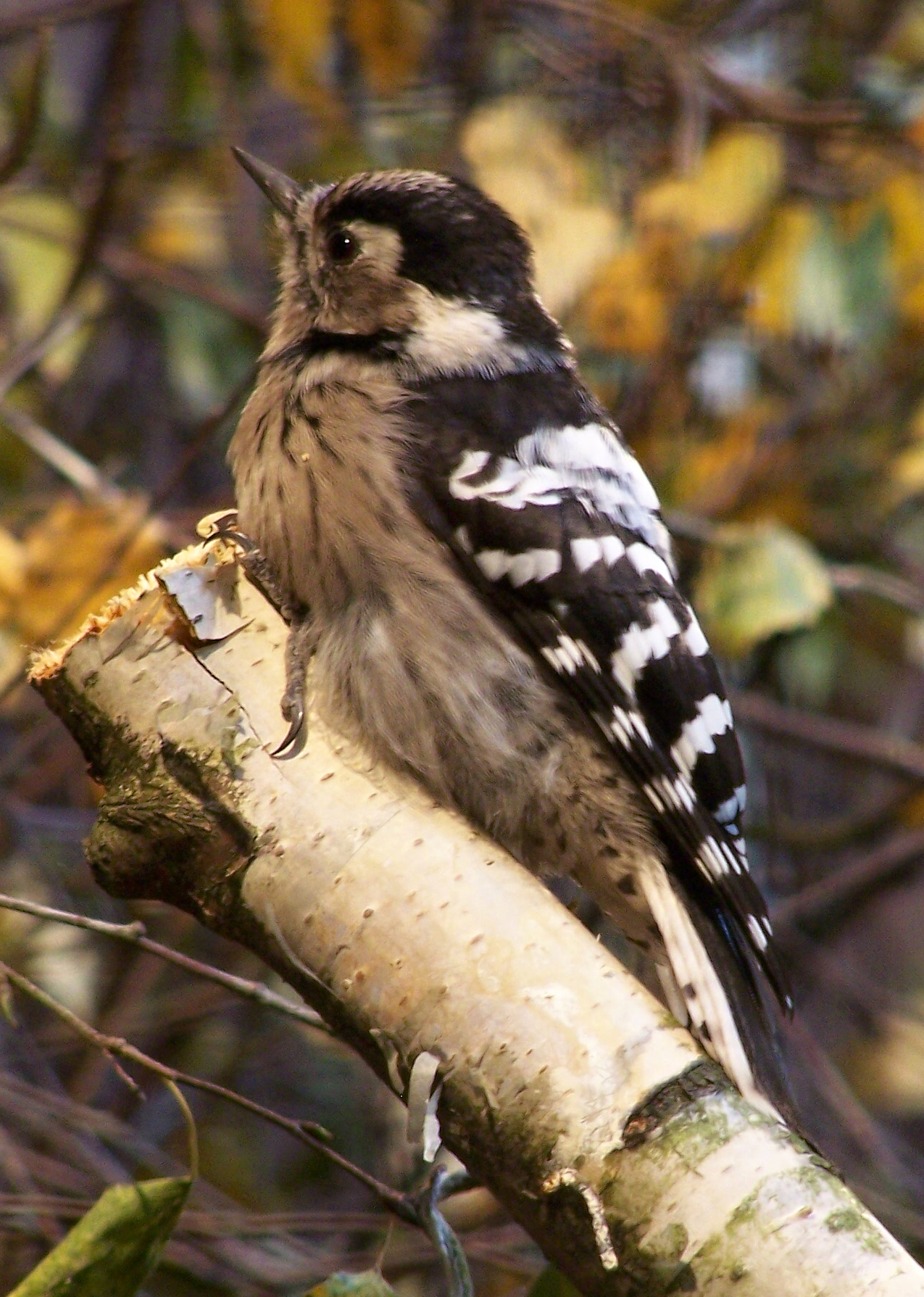
Het vrouwtje heeft een geheel zwart-wit verenkleed.

De snavel en poten zijn grijs gekleurd en de iris kastanjebruin. Het verenkleed is aan de bovenzijde overwegend zwart en aan de onderzijde wit met vage donkere streepjes. De vleugels zijn aan de bovenzijde duidelijk gebandeerd met brede, witte banen. De zwarte onderrug heeft smallere witte banen. Ook de staart is wit gebandeerd. Net als de meeste spechten heeft de kleine bonte specht staartpennen met stugge veerschachten, die extra ondersteuning bieden tijdens het klimmen. De kop is overwegend wit op de zijkanten en de keel. Vanaf de snavel loopt een zwarte baardstreep door tot halverwege de nek. Het voorhoofd is wit gekleurd, vaak met een gele tint.
De kleine bonte specht is duidelijk seksueel dimorf wat betreft de koptekening. Alleen het mannetje heeft een rode kruin, aan de zijkanten gebiesd met een zwarte streep. Het vrouwtje heeft een geheel zwarte kruin en is dus geheel zwart-wit gekleurd. Het juveniele mannetje heeft een roze vlek op de voorste helft van de kroon, bij het vrouwtje is deze plek donker of grijs gevlekt.

### Onderscheid met andere soorten
De naam 'kleine bonte specht' dient om de soort te onderscheiden van andere veelvoorkomende 'bonte spechten' in zijn leefgebied. Het verenkleed lijkt sterk op dat van de middelste bonte specht (Dendrocoptes medius) en de grote bonte specht (Dendrocopos major), die beide ook in de Benelux voorkomen. Deze spechten zijn echter aanzienlijk groter en hebben witte schoudervlekken. Bovendien hebben beide spechten een roze of rode anaalstreek, die bij de kleine bonte specht geheel wit is.
De witrugspecht (Dendrocopos leucotos) heeft net als de kleine bonte specht een zwart-wit gebandeerde bovenzijde, maar is duidelijk groter en heeft een rode anaalstreek. In het oosten van het verspreidingsgebied van de kleine bonte specht komt ook de sterk gelijkende grijskapspecht (Yungipicus canicapillus) voor. Deze verschilt vooral in de koptekening en het verenkleed aan de onderzijde.

## Leefwijze en gedrag

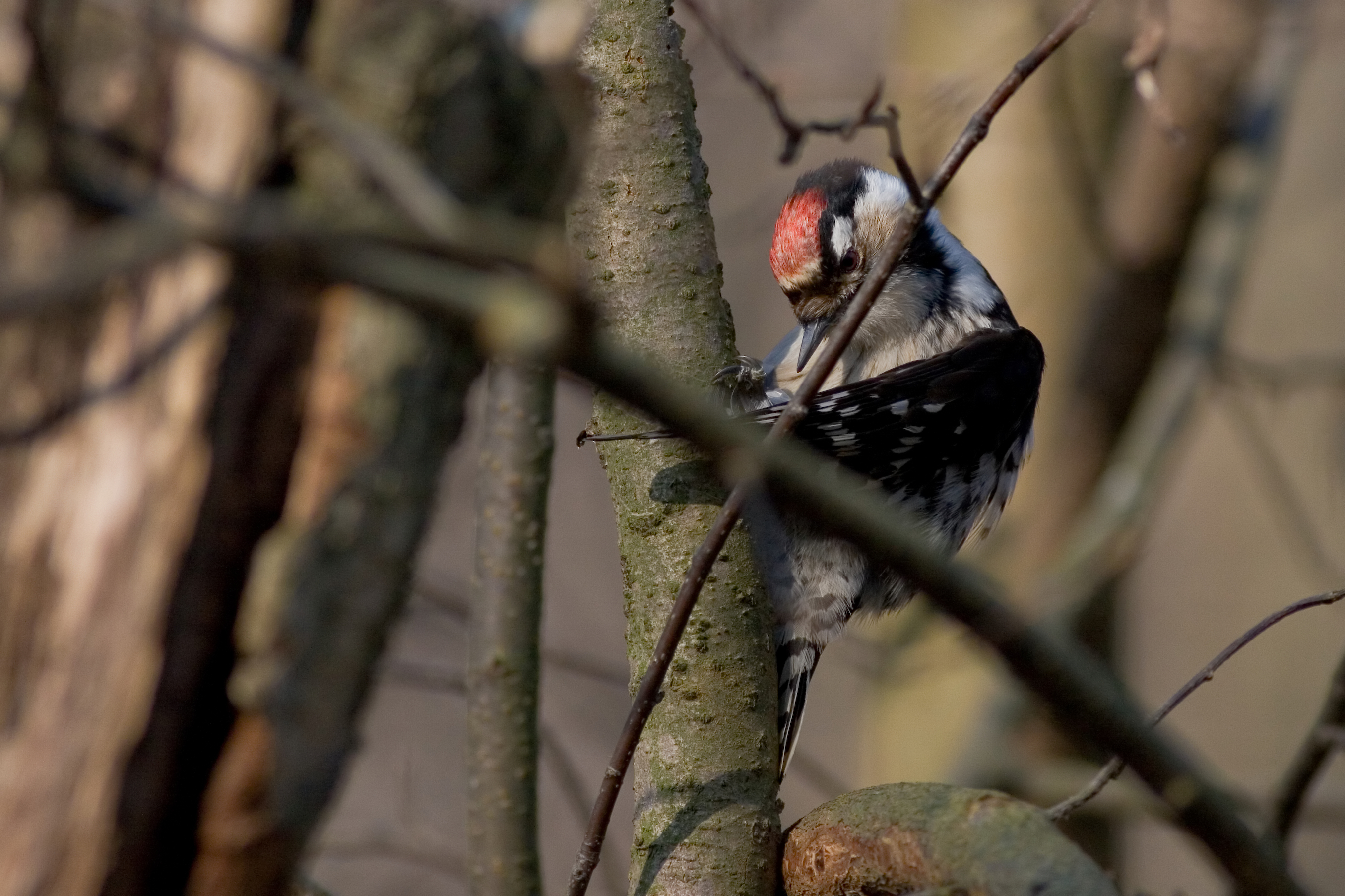
Kleine bonte specht in zijn natuurlijke habitat in Finland

De kleine bonte specht vertoont qua gedrag en leefwijze veel overeenkomsten met de grote bonte specht. Ook de sterk golvende vlucht van beide vogels lijken sterk op elkaar. De kleine bonte specht brengt het grootste deel van de dag door in de bovenste boomlagen. 's Nachts slaapt hij in oude nestholtes.

### Habitat
De kleine bonte specht prefereert loofbossen en boreale bossen, maar komt ook voor in gemengde bossen, oeverbossen, boomgaarden en parken. De kleine bonte specht kan zich goed handhaven in productiebossen, mits er voldoende volwassen en dode bomen aanwezig zijn.

### Communicatie
De zang is een serie van acht tot zestien hoogfrequente, fluitende kie-tonen, die aan het eind in snelheid afnemen (beluisterⓘ). Dit geluid lijkt op de roep van kleine valken. De alarmroep is een korte, schelle en zeer luide kiek.
Beide geslachten van de kleine bonte specht roffelen, al doet het mannetje dit meer. De roffel kan het gehele jaar door worden gehoord, maar aanzienlijk frequenter tijdens de baltsperiode. De roffel is snel en heeft een gelijkmatig tempo. Meestal worden twintig tot dertig slagen gemaakt in één à twee seconden. Wanneer dit op een dunne, droge tak gebeurt, dan geeft dit een typisch hoog, ratelend geluid. Kenmerkend voor de kleine bonte specht zijn ook de twee snelle roffelseries die hij regelmatig laat horen. Deze series worden kort achter elkaar gemaakt, alsof er een hapering is.

### Voedsel

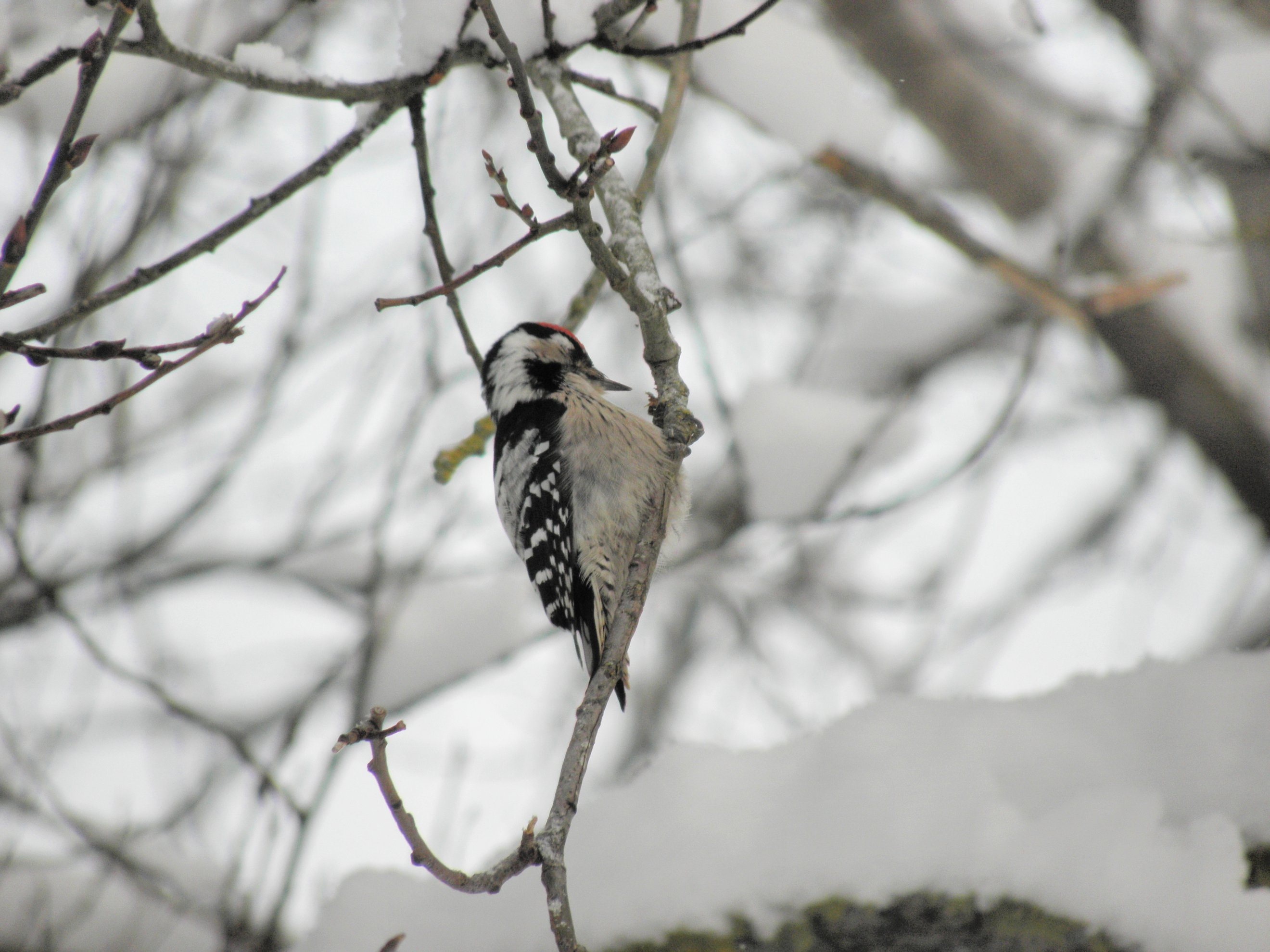
Zijn lage gewicht stelt de kleine bonte specht in staat om op dunne takken te foerageren.

De kleine bonte specht is grotendeels insectivoor. Het voedsel bestaat voor het grootste deel uit bladluizen, rupsen, spinnen, pissebedden en kleine kevers in diverse ontwikkelingsstadia. Soms voedt de kleine bonte specht zich met plantaardig voedsel, met name met bessen. Ook bezoekt hij voedertafels.
De kleine bonte specht foerageert in vrijwel alle vegetatielagen, maar voornamelijk in de bovenste boomlagen. Dankzij zijn laag gewicht is hij in staat om aan dunne of dode takken te hangen terwijl hij naar voedsel zoekt. Wanneer de kleine bonte specht op zoek is naar houtbewonende keverlarven, slaat hij met zijn snavel stukken uit rot hout. Houtsnippers onderaan een boom is vaak een eerste indicatie voor bosbeheerders dat er keverlarven in de bovenste takken leven.
Buiten het broedseizoen voedt de kleine bonte specht zich voornamelijk met insectenlarven, die hij vooral op dunne dode takken van levende bomen zoekt. Tijdens het broedseizoen jaagt hij ook op kleine ongewervelden die op de oppervlakte van bast en bladeren leven, zoals bladluizen. Dit vormt ook het hoofdvoedsel voor de nestlingen.

## Voortplanting en ontwikkeling

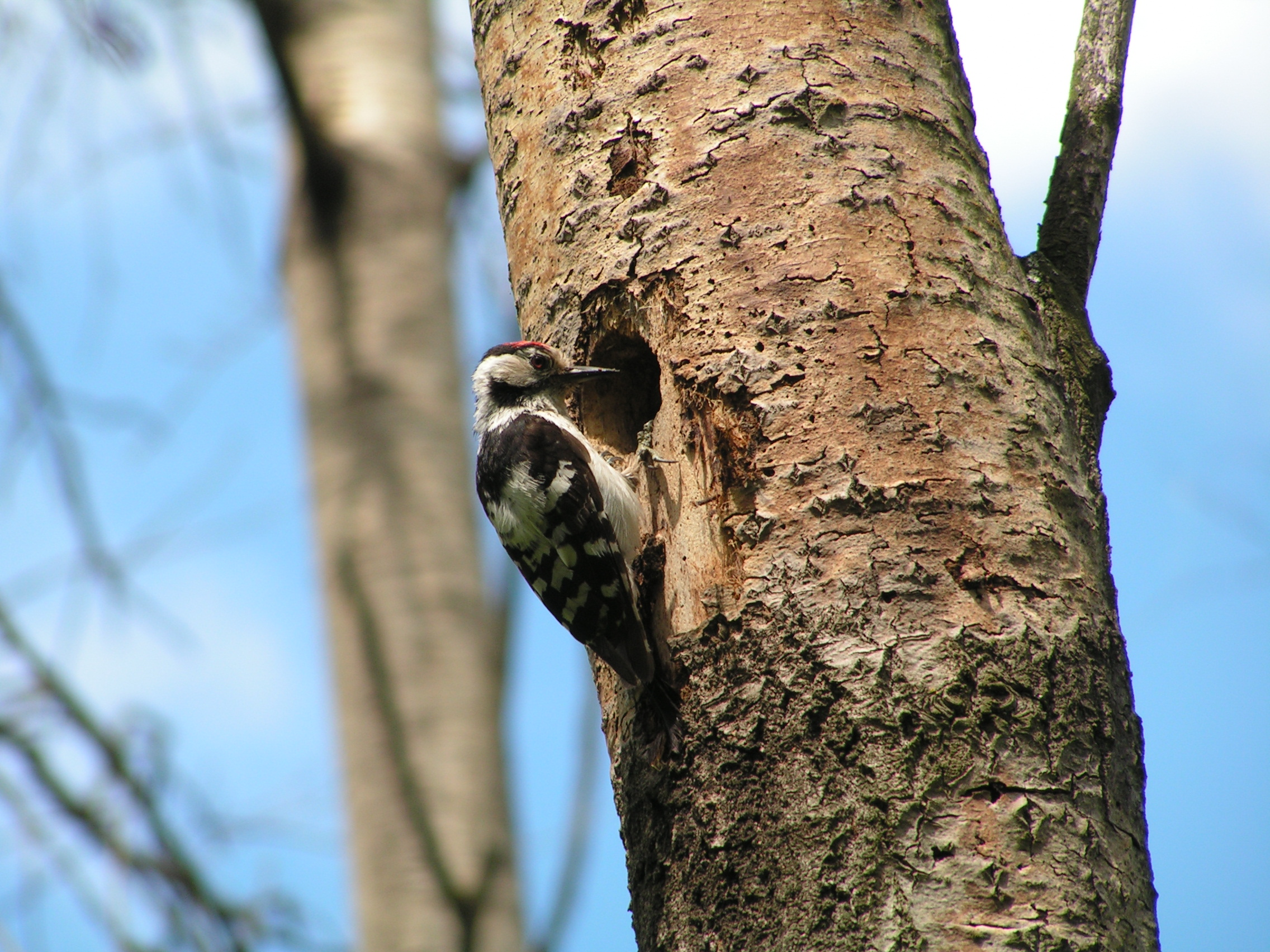
Mannetje bij een nestholte in de omgeving van Moskou (Rusland)

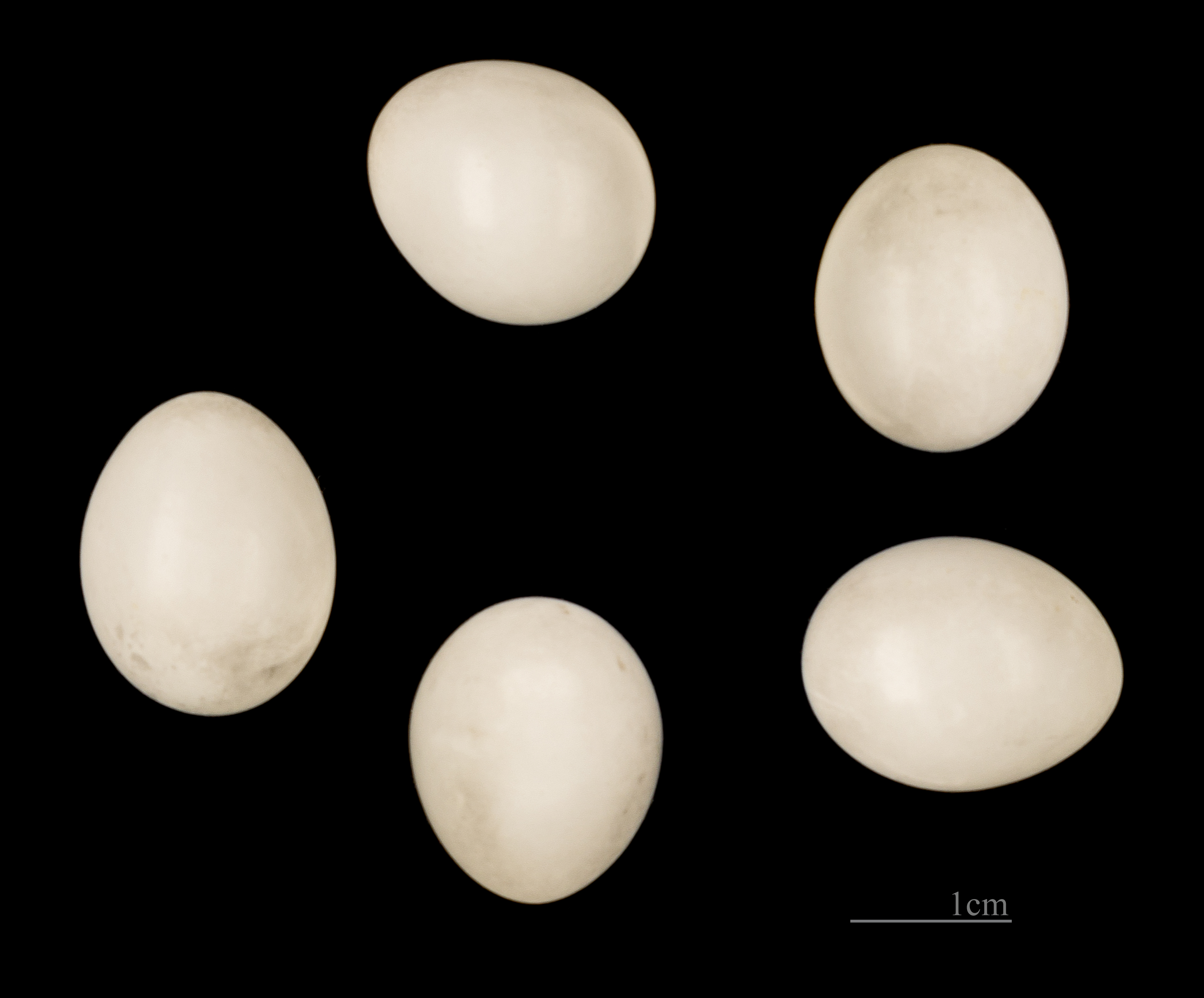
De kleine eieren zijn glanzend wit.

De broedtijd van de kleine bonte specht ligt in de maanden maart tot augustus, afhankelijk van de regio. In een groot deel van Europa worden de eieren van laat april tot begin mei gelegd. In Noord-Afrika en Scandinavië is dit respectievelijk twee en drie weken later.
De nestholte wordt in een boomstam of in een sterke tak uitgehakt, meestal in zacht, dood hout. Soms wordt echter een oude nestholte of een natuurlijke boomholte gebruikt. De kleine bonte specht maakt een vlieggat met een diameter van 3 tot 3,5 centimeter doorgaans tien tot twintig meter boven de grond. De nestholte zelf is 10 tot 18 centimeter diep en is op de bodem bedekt met houtkrullen en fijn zaagsel. Een schacht verbindt de holte met het vlieggat en kan relatief lang zijn. Vaak bevindt de eigenlijke holte zich dertig centimeter of meer onder de ingang.
Het broedsel bestaat uit vier tot zeven glanzende witte eieren van ongeveer 19 bij 14,5 millimeter. Deze worden in elf à twaalf dagen door beide ouders uitgebroed. Na achttien tot twintig dagen vliegen de jongen uit. Er wordt per broedpaar jaarlijks slechts één legsel grootgebracht. Het komt vaak voor dat een vrouwtje met twee mannetjes paart en derhalve twee legsels produceert.

## Verspreiding
Het verspreidingsgebied van de kleine bonte specht beslaat een groot deel van het Palearctisch gebied, inclusief het grootste deel van Europa. In het noorden wordt dit gebied begrensd door de boomgrens boven de taiga. In Noord-Afrika komt de kleine bonte specht voor tot in Tunesië en Algerije. In Azië strekt het verspreidingsgebied zich naar het oosten uit tot in Japan en het Russische schiereiland Kamtsjatka.
In het grootste deel van zijn verspreidingsgebied is de kleine bonte specht een standvogel, maar zal door slechte weersomstandigheden of een verminderd voedselaanbod soms binnen een korte afstand op zoek gaan naar een geschikter leefgebied. Enkele populaties die broeden in het noorden van Scandinavië overwinteren in Noord-Duitsland en het oosten van Jutland.

### Beschermingsstatus
Het verspreidingsgebied van de kleine bonte specht wordt geschat op bijna veertig miljoen vierkante kilometer. In 2015 schatte BirdLife International het aantal broedparen wereldwijd op 491.000 tot 1.050.000, waarvan 45 procent in Europa broedde. Het is niet bekend of het totale aantal kleine bonte spechten jaarlijks toe- of afneemt. Gezien de grootte van het verspreidingsgebied wordt de status van de kleine bonte specht als 'Niet Bedreigd' (LC of Least Concern) geklasseerd op de Rode Lijst van de IUCN.
In Nederland en Vlaanderen is de kleine bonte specht een vrij talrijke broedvogel in hoger gelegen gebieden met voldoende bossen. In de kustgebieden komt hij vrijwel niet voor, met uitzondering van enkele oude bossen in de duinstreken. Doordat er meer bossen worden aangeplant, bestaande bossen verouderen en bosbeheerders vaker dood hout laten liggen, komt er steeds meer geschikt leefgebied voor de kleine bonte specht. Hierdoor verdubbelde de Nederlandse populatie tussen 1990 en 2002.

## Taxonomie

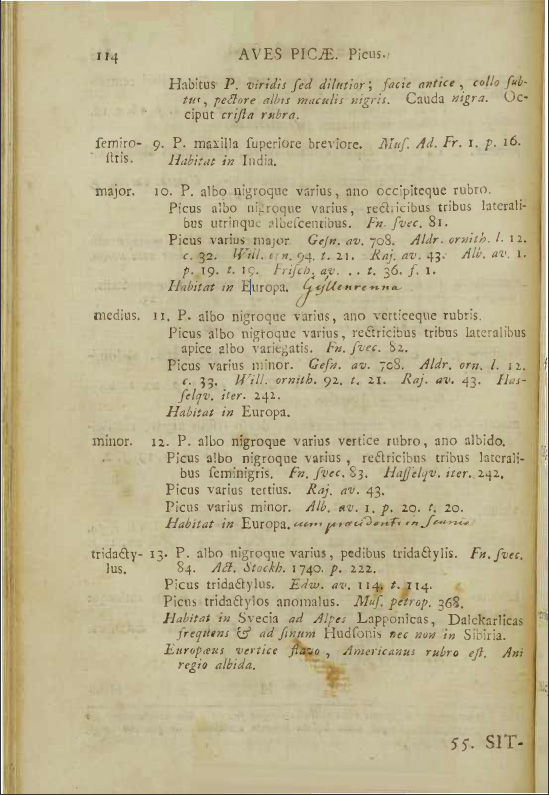
Publicatie van de naam Picus minor in Carl Linnaeus' Systema naturae

De wetenschappelijke naam van de soort werd in 1758 als Picus minor gepubliceerd door Carl Linnaeus. De naam 'minor is Latijn is voor 'kleiner' of 'de kleinere'. In 1816 plaatste de Duitse bioloog Carl Ludwig Koch de kleine bonte specht in het geslacht Dendrocopos. In 2015 werd de soort in het geslacht Dryobates geplaatst. Er is echter nog veel debat over de juiste klassering van de onderfamilie van echte spechten, en enkele taxonomische autoriteiten houden nog vast aan de wetenschappelijke naam Dendrocopos minor.

### Ondersoorten
Er worden dertien ondersoorten onderscheiden, waarvan sommige duidelijk verschillen ten opzichte van de nominaatondersoort. Onderlinge verschillen hebben vooral betrekking op het formaat en de tekening van het verenkleed, met name de koptekening.
- D. m. minor – van Scandinavië en noordoostelijk Polen tot het Oeralgebergte
- D. m. comminutus (Hartert, 1907) – Engeland en Wales
- D. m. kamtschatkensis (Malherbe, 1860) – van het Oeralgebergte tot de Zee van Ochotsk en noordelijk Mongolië
- D. m. immaculatus (Stejneger, 1884) – Anadyrplateau en Kamtsjatka
- D. m. amurensis (Buturlin, 1908) – noordoostelijk China, Siberië, Korea en Hokkaido
- D. m. hortorum (C.L. Brehm, 1831) – centraal Europa
- D. m. buturlini Hartert, 1912 – zuidelijk Europa
- D. m. danfordi (Hargitt, 1883) – centraal en oostelijk Griekenland en Turkije
- D. m. colchicus (Buturlin, 1908) – de Kaukasus
- D. m. quadrifasciatus (Radde, 1884) – zuidoostelijk Azerbeidzjan
- D. m. hyrcanus (Zarudny & Bilkevitch, 1913) – noordelijk Iran
- D. m. morgani (Zarudny & Loudon, 1904) – zuidwestelijk Iran
- D. m. ledouci (Malherbe, 1855) – noordwestelijk Afrika

grote bonte specht (Dendrocopos major) ·
middelste bonte specht (Dendrocoptes medius) ·
kleine bonte specht (Dryobates minor) ·
zwarte specht (Dryocopus martius) ·
groene specht (Picus viridis) ·
grijskopspecht (Picus canus)* ·
draaihals (Jynx torquilla)